# Bereźna Wola
Bereźna Wola (ukr. Березна Воля, Berezna Wola) – wieś na Ukrainie, w obwodzie wołyńskim, w rejonie kamieńskim.
Do 2020 w rejonie lubieszowskim. 